# Lone Justice (álbum)
Lone Justice es el álbum debut homónimo de la banda estadounidense de country rock del mismo nombre. Fue publicado en abril de 1985 a través de Geffen Records.

## Composición
Lone Justice ha sido descrito como un álbum de cow-punk y country rock. Fue producido por Jimmy Iovine. El álbum cerró con Maria McKee cantando la balada «You Are the Light», compuesta por el bajista de la banda Marvin Etzioni. La canción es un homenaje de Acción de Gracias a quien “brilla cuando todo parece desesperado”.

## Recepción de la crítica
El álbum recibió algunos elogios de la crítica, pero fracasó comercialmente. Trouser Press describió el problema como una promoción excesiva: “No es que el primer álbum de Lone Justice sea malo (no lo es), pero el revuelo que precedió al debut del cuarteto de Los Ángeles aumentó las expectativas de que estas alegres melodías de country rock [...] no podrían satisfacer. Maria McKee es una cantante joven impresionante – una potencia enérgica y gutural con un acento sureño y un ligero tono de Patsy Cline – y la banda es lo suficientemente sólida, pero Lone Justice [...] no se acerca a lo extraordinario”.

## Lista de canciones
| Lado uno |                      |                          |                 |          |  |
| N.º      | Título               | Letras                   | Música          | Duración |  |
| 1.       | «East of Eden»       | Marvin Etzioni           | Etzioni         | 2:37     |  |
| 2.       | «After the Flood»    | Maria McKee              | McKee           | 3:38     |  |
| 3.       | «Ways to Be Wicked»  | Tom Petty, Mike Campbell | Petty, Campbell | 3:26     |  |
| 4.       | «Don't Toss Us Away» | Bryan MacLean            | MacLean         | 4:20     |  |
| 5.       | «Working Late»       | Etzioni                  | Etzioni         | 2:44     |  |

| Lado dos |                                   |         |                                        |          |  |
| N.º      | Título                            | Letras  | Música                                 | Duración |  |
| 1.       | «Sweet, Sweet Baby (I'm Falling)» | McKee   | McKee, Benmont Tench, Steven Van Zandt | 4:11     |  |
| 2.       | «Pass It On»                      | McKee   | McKee                                  | 3:39     |  |
| 3.       | «Wait 'Til We Get Home»           | McKee   | Ryan Hedgecock, McKee                  | 3:18     |  |
| 4.       | «Soap, Soup and Salvation»        | McKee   | McKee                                  | 4:05     |  |
| 5.       | «You Are the Light»               | Etzioni | Etzioni                                | 4:00     |  |

## Créditos y personales
Créditos adaptados desde las notas de álbum de Lone Justice.
Lone Justice
- Maria McKee – voz principal, guitarra, armónica
- Ryan Hedgecock – guitarra, coros, guitarra acústica (1, 7)
- Marvin Etzioni – guitarra bajo, coros
- Don Heffington – batería

Músicos adicionales
- Benmont Tench – piano y órgano, coros (1, 8)
- Bobbye Hall – sobregrabaciones de percusión
- Mike Campbell – guitarra (3)
- Bob Glaub – guitarra bajo (3)
- Little Steven – guitarra rítmica y líder (6)
- Tony Gilkyson – guitarra (7)

## Posicionamiento
| Gráfica (1985)                                | Pico de posición |
| --------------------------------------------- | ---------------- |
| Estados Unidos (Billboard 200)                | 56               |
| Estados Unidos (Billboard Top Country Albums) | 62               |
| Reino Unido (UK Albums Chart)                 | 49               |